# Nanni Unghero

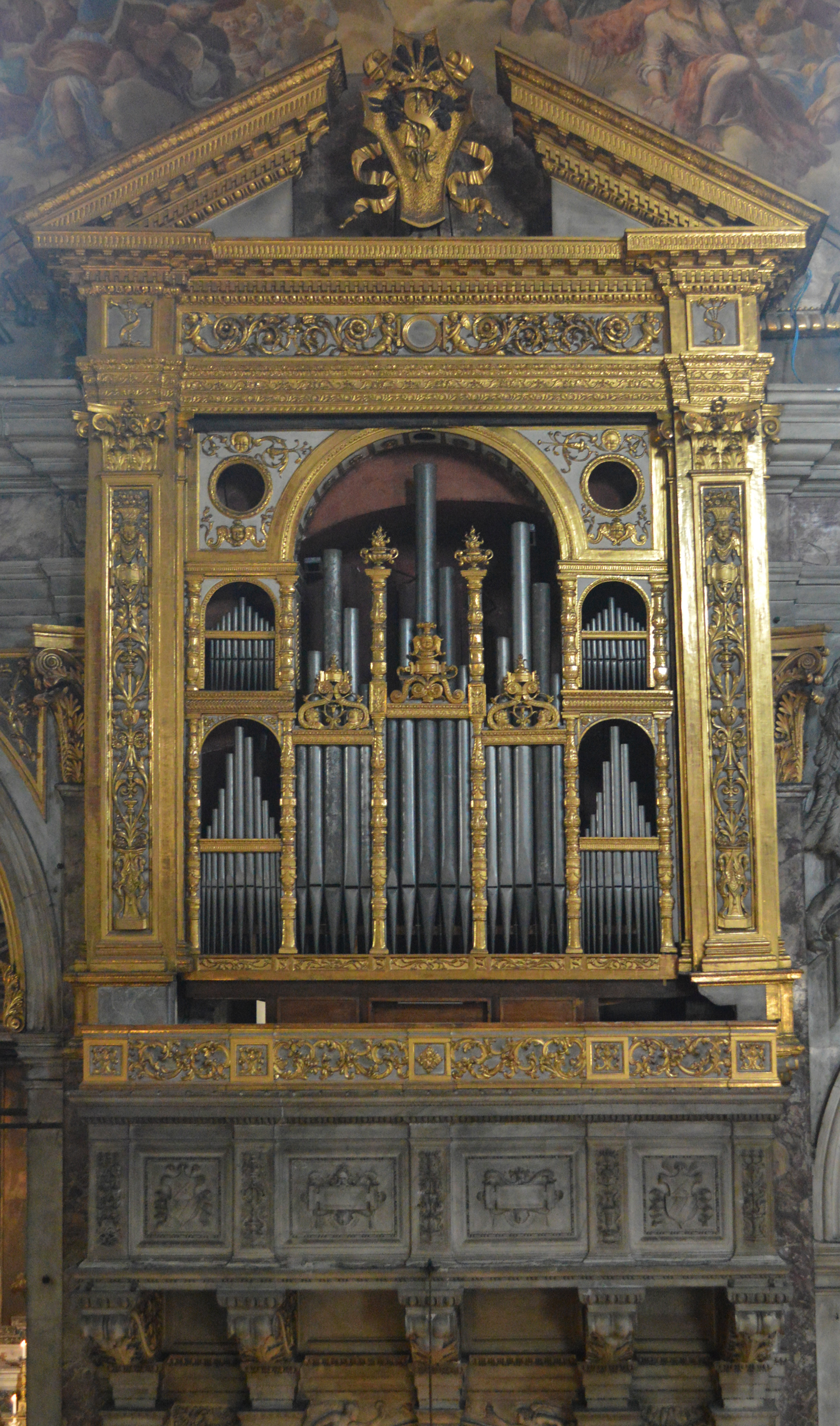
Organo della parte destra della navata della basilica della Santissima Annunziata

Nanni Unghero, pseudonimo di Giovanni d'Alesso d'Antonio (1480 – 31 maggio 1546), è stato un intagliatore e architetto italiano, attivo a Firenze nella prima metà del 1500.

## Biografia
Probabilmente di origine ungherese, la prima opera a lui attribua risulta l'intaglio della cassa dell'organo della basilica della Santissima Annunziata a Firenze, eseguita tra l'agosto del 1509 e il giugno del 1511. Continuò a lavorare a Firenze come intagliatore e scultore di legno per alcuni anni.
Negli anni venti del Cinquecento iniziò la sua attività come architetto, principalmente di opere militari, collaborando con Antonio da Sangallo il Giovane.
Morì a Firenze il 31 maggio 1546.

## Opere
- Secondo coro della cattedrale di Santa Maria del Fiore (insieme a Domenico di Francesco Baccelli)
- Restauro delle mura di Fivizzano
- Ampliamento della fortezza Santa Barbara a Pistoia
- Bastione del Barbagianni a Pisa
- Ampliamento del bastione del Parlascio a Pisa